# Une apologie des oisifs

Une apologie des oisifs (titre original : An Apology for Idlers) est un essai philosophique de Robert Louis Stevenson, publié pour la première fois dans le Cornhill Magazine de juillet 1877 et, en France, aux éditions Allia en avril 1999.

## Résumé
Dans ce pamphlet au style enlevé, R.L. Stevenson livre une critique de l'aliénation du travail dans la société industrielle. L'oisiveté y est présentée comme une attitude critique, à la disposition de tous, permettant de s'insurger contre l'idéologie bourgeoise. Une Apologie des oisifs s'inscrit dans la lignée des constats de Marx et Engels, mais diverge en ce qu'elle ne propose aucune action politique. Le propos se limite à vanter les bienfaits de l'oisiveté, en tant qu'art de vivre, et à caricaturer l'hébétude du travailleur aliéné. L'oisiveté ici ne consiste pas à ne rien faire mais à faire bien des choses qui « échappent aux dogmes de la classe dominante ». Stevenson illustre sa pensée par l'exemple de l'école buissonnière, qui seule permettrait de connaître la « chaleur palpitante de la vie ». Les livres ne constituant ici que des substituts pâles de la réalité.    
Stevenson critique les bourreaux de travail qui ne pensent pas à vivre en dehors de celui-ci. Leur agitation et leur acharnement n’empêcheront pas la terre de continuer à tourner. D’où l’idée que personne n’est indispensable. Le travail n’empêche pas l’insignifiance des individus.